# Aegyptonycteris
Aegyptonycteris är ett utdöd släkte av fladdermöss som är ensam i familjen Aegyptonycteridae. Typarten är Aegyptonycteris knightae och artepitet hedrar den amerikanska zoologen Mary Knight. Släktnamnet är sammansatt av det gammalgrekiska ordet för Egypten och nycteris från samma språk för fladdermus.

## Upptäckten och kännetecken
Fossil hittades i guvernementet Faijum. Där upptäcktes delar av en käke. Tänderna som finns i käken är stora och liknar tänderna av de största nu levande och utdöda fladdermöss. Därför antas att hela individen var stor. De molara tänderna har en krona som liknar ett W i utseende. På grund av fyndplatsen antas att släktets medlemmar levde under eocen.